# کورنر (آلاباما)
کورنر (به انگلیسی: Corner) یک منطقهٔ مسکونی در ایالات متحده آمریکا است که در آلاباما واقع شده‌است. کورنر ۲۲۰٫۰۷ متر بالاتر از سطح دریا واقع شده‌است.